# Amanda Berry Smith

Amanda Berry Smith

Amanda (Jane) Berry Smith (* 23. Januar 1837 in Long Green, Maryland; † 24. Februar 1915 in Sebring, Florida) war eine afroamerikanische Evangelistin der Heiligungsbewegung, Missionarin und Sozialreformerin. Sie war Mitglied der African Methodist Episcopal Church.

## Leben

### Kindheit
Amanda war die älteste Tochter der Sklaven Samuel (Sam) Berry und Miriam Matthews. Sam Berry lebte auf dem bei Long Green in Baltimore County gelegenen Landgut Grindle, das Luke Ensor gehörte. Miriam Matthews arbeitete auf dem nahegelegenen Landgut von Shadrach Green, einem der größten Sklavenbesitzer der Gegend. Auch nachdem die beiden in den 1830er Jahren geheiratet hatten, lebten sie voneinander getrennt bei ihren jeweiligen Besitzern. So wurde Amanda Jane Berry am 23. Januar 1837 auf dem Landgut Greens geboren, das von Shadrach Greens Witwe Rachel verwaltet wurde. Sam Berry plante, sich und seine Familie aus der Sklaverei freizukaufen. Als Besenbinder sparte er das dafür nötige Geld an. Ab 1840 lebte Sam Berry mit Ehefrau und vier Kindern als „freie Farbige“ in ihrem eigenen Haus mit Garten und Haustieren auf Luke Ensors Land. Die Mutter trug als Wäscherin zum Familieneinkommen bei. Zu diesem Zeitpunkt hatte etwa ein Viertel der afroamerikanischen Bevölkerung des Bundesstaates Maryland die Freiheit aus der Sklaverei erlangt, was keine Gleichberechtigung bedeutete, im Gegenteil führte der Staat eine zunehmend restriktive Gesetzgebung ein. Als Sam Berry nach Pennsylvania reiste, um dort seinen Bruder zu besuchen, der aus der Sklaverei entflohen war, verstieß er gegen ein Gesetz, das Farbigen das Verlassen des Staates ohne eine besondere Erlaubnis untersagte. Um der drohenden Bestrafung zu entgehen, zog die Familie Berry 1845 in den Staat Pennsylvania und ließ sich im Shrewsbury Township (York County) nieder. In York County war das Netzwerk Underground Railroad besonders aktiv, so dass viele befreite Sklaven aus Virginia und Maryland sich hier ansiedelten und meist als Farmarbeiter ihren Lebensunterhalt verdienten. Auch Sam Berry und seine Söhne verdingten sich als Farmarbeiter, während Miriam Berry mit ihrer ältesten Tochter Amanda auf der gleichen Farm den Haushalt führte. 1850 hatten die Berrys neun Kinder. Amanda Berry erinnerte sich, dass ihr Vater den ganzen Tag auf den Feldern arbeitete und nachts entflohene Sklaven zum nächsten Versteck brachte. Einmal drangen Sklavenjäger in das Haus der Berrys ein und bedrohten die Familie. Amanda erhielt nur minimalen Schulunterricht und erlernte das Lesen mit Hilfe ihrer Eltern. Mit 13 Jahren nahm sie eine Stellung als Hausmädchen an.

### Erste Ehe
Im September 1854, mit 17 Jahren, heiratete sie Calvine Devine. Amanda charakterisierte ihren Ehemann mit den Worten: „Er konnte manchmal sehr feinfühlig über Religion sprechen, aber wenn Hochprozentiges bei ihm die Führung übernahm, was, wie ich leider sagen muss, ziemlich oft der Fall war, war er sehr weltlich und unvernünftig.“ Die beiden zogen nach Columbia (Lancaster County). Sie hatten zwei Kinder, von denen das erste Kind früh starb, die Tochter Mazie dagegen erreichte das Erwachsenenalter. Amanda Devine arbeitete bei wechselnden Arbeitgebern als Hausmädchen; das bedeutete, dass sie auch in dem jeweiligen Haushalt wohnte. Sie war ebenso wie ihr Mann in dieser Zeit nicht besonders religiös, was sich 1855 in Folge einer schweren Erkrankung änderte. Auf den 17. März 1856 datierte Amanda Devine ihre persönliche Bekehrung. Wahrscheinlich glaubte sie, ihre dunkle Hautfarbe sei durch ein Lichterlebnis verändert worden:
„Gepriesen sei Gott! Strahlendes Licht schien mich ganz zu umgeben, der Wandel war so ganz und so real, dass ich … keine Angst gehabt hätte, wäre ich auch schwarz wie Tinte, grün wie Gras, weiß wie Schnee gewesen. Ich ging ins Esszimmer, wir hatten da einen großen Spiegel … und ich ging hin und betrachtete mich, um zu sehen, ob etwas an meiner Hautfarbe verändert wäre, denn in meinem Inneren war etwas Wundervolles geschehen, und mir schien wirklich, das müsse auch nach außen sichtbar sein.“
Zwei Jahre nach dem Ausbruch des Amerikanischen Bürgerkriegs wurden Afroamerikaner als Soldaten zugelassen. So zog auch Calvin Devine mit der Union Army in den Süden und blieb danach verschollen. Im September 1862 lieh sich Amanda Devine Geld von ihrem Arbeitgeber, um in Maryland nach ihrer jüngeren Schwester Frances zu suchen, die, wie sich herausstellte, für zehn Jahre in die Sklaverei verkauft worden war, da sie keine Dokumente über ihre Freilassung besaß. Mit Hilfe eines benachbarten Quäkers und mit ihrem geliehenen Geld kaufte Amanda die 16-jährige frei, und beide wanderten nach Lancaster County zurück.

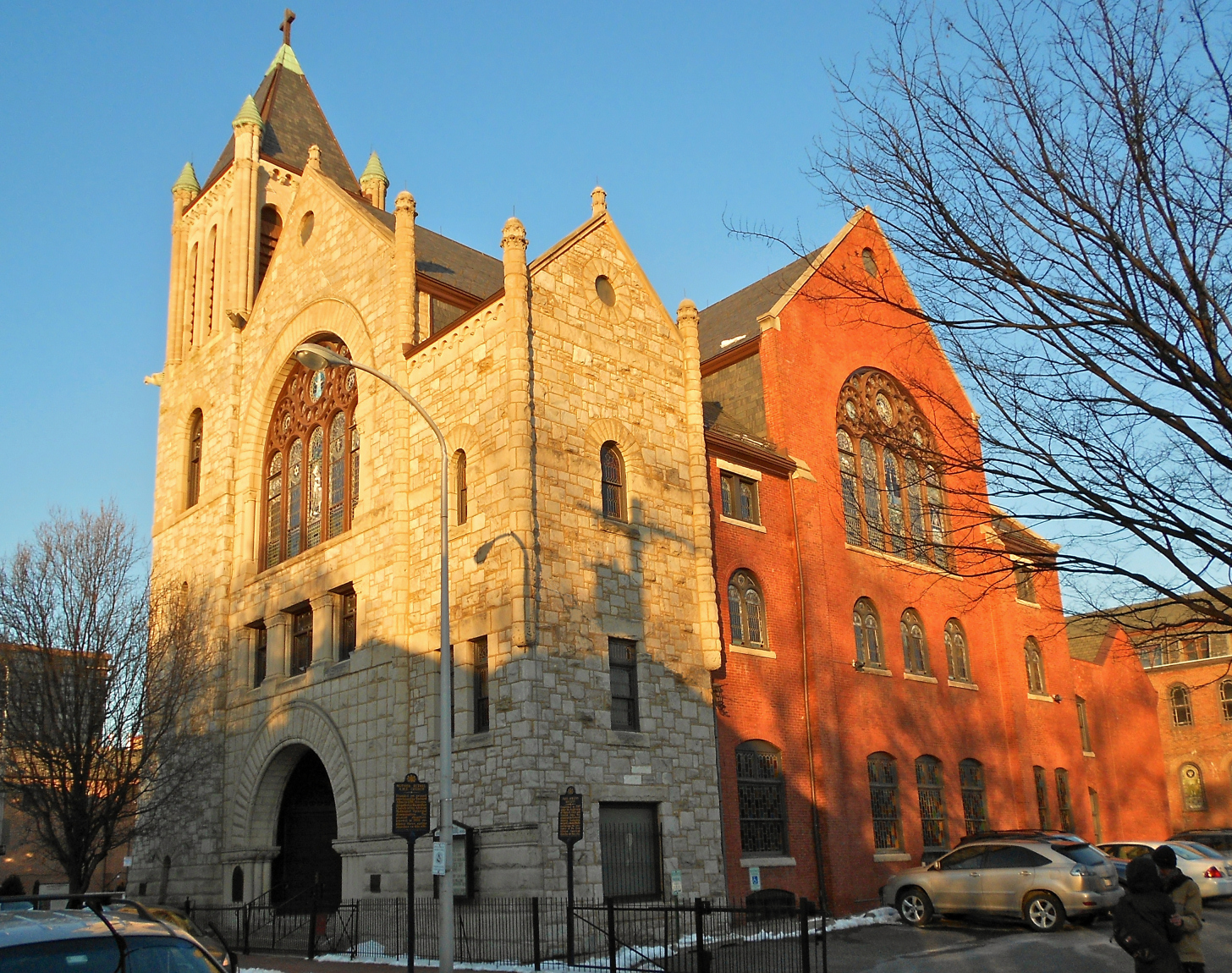
Mother Bethel AME Church (2014)

Die afroamerikanische Bevölkerung fürchtete das Vorrücken der konföderierten Armee. Amanda Devine zog deshalb nach Philadelphia, wo sie sich der Mother Bethel AME Church anschloss, der ältesten afroamerikanischen methodistischen Gemeinde der Stadt.

### Zweite Ehe
In der Bethel Church lernte Amanda Devine den 20 Jahre älteren Witwer James Smith kennen, der dort als Prediger und Diakon amtierte. Bereits Smiths Eltern waren aus South Carolina nach Pennsylvania gelangt, wo sie sich eine Existenz in Freiheit aufbauen konnten. Das bedeutete auch, dass ihre Kinder eine Schulausbildung erhielten. James Smith war ein gelernter Fuhrmann, arbeitete aber als Kellner, als er Amanda Devine kennenlernte. Er behauptete, eine Ordination als Pastor anzustreben, was Amanda sehr zusagte, von ihm aber nicht ernst gemeint war. Beide heirateten 1865. Sie hatten insgesamt drei Kinder, die alle in ihrem ersten Lebensjahr starben. Dass Amanda sich von ihrem Ehemann getäuscht fühlte, überschattete die ganze Ehe, so dass beide Partner meist getrennt lebten, er in den Hotels, wo er als Kellner arbeitete, sie als Wäscherin und Reinigungskraft in verschiedenen Privathaushalten.
Nach dem Ende des Sezessionskriegs zogen die Smiths nach New York City. James und Amanda Smith waren entschlossen, sozial aufzusteigen. James Smith war als Freimaurer Mitglied in den Logen Prince Hall Masons und Odd Fellows, und zeitweilig war Amanda auf seinen Wunsch in der Organisation Heroines of Jericho aktiv, die den Ehefrauen von Logenmeistern vorbehalten, also recht exklusiv war. Dort wurde allerdings ein Lebensstil gepflegt, den sich die Smiths nicht leisten konnten.
Im Jahr 1868 hatte Amanda Smith in der Green Street Methodist Episcopal Church ein religiöses Erlebnis, das sie in wesleyanischer Tradition als „zweiten Segen“ (second blessing) interpretierte. Sie begann danach, in Kirchen der African Methodist Episcopal Church Zeugnis abzulegen und brachte es zu einiger Bekanntheit. Je mehr Amanda Smith sich von der Heiligungsbewegung angesprochen fühlte, desto mehr kam es zu Spannungen zwischen den Eheleuten. Amanda Smith beendete ihre Mitgliedschaft bei den Heroines of Jericho und begann, sich im Quäker-Stil zu kleiden. Als der zweite Sohn (Amandas insgesamt fünftes Kind) im Sommer 1869 mit 10 Monaten an Bronchitis starb, wurde er auf dem Green-Wood Cemetery in Brooklyn beigesetzt. James Smith erschien nicht zur Beerdigung seines Kindes und beteiligte sich auch nicht an deren Finanzierung, da er nach eigenen Angaben krank war – was Amanda sehr verletzte. Allerdings war James Smith wirklich schwer krank, er verstarb im November 1869 und wurde auf dem gleichen Friedhof beerdigt.

### Evangelistin der Heiligungsbewegung

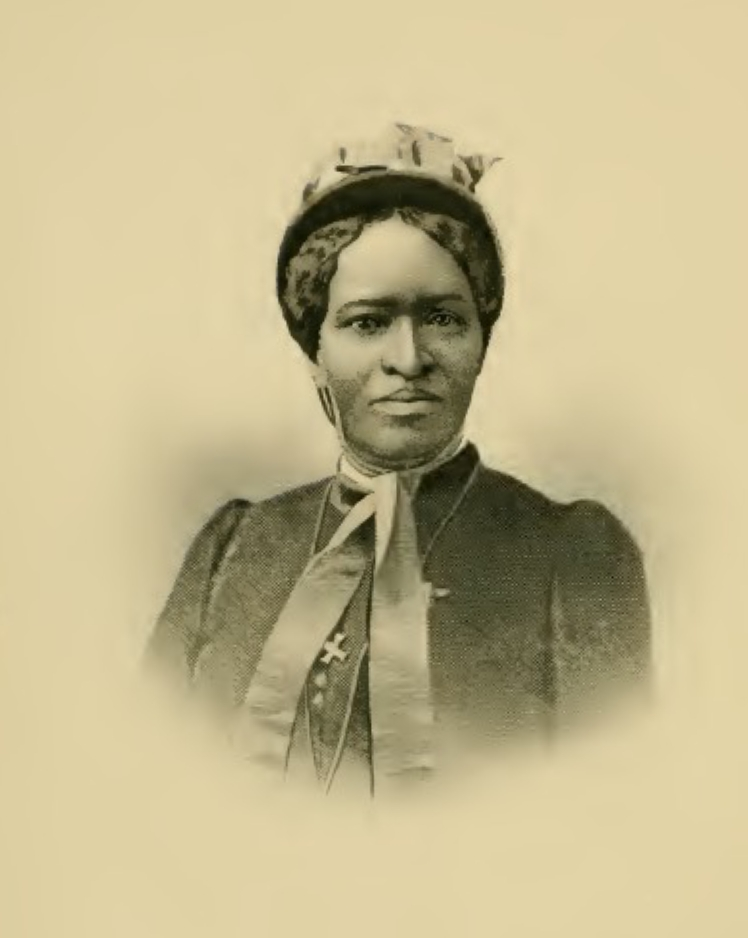
Frontispiz in der Autobiographie The story of the Lord's dealings with Mrs. Amanda Smith, the colored evangelist (1893)

Als Witwe wurde Amanda Smith zur Vollzeit-Evangelistin der Heiligungsbewegung. Da ihre Kirche keine Frauen ordinierte, war sie für ihren Lebensunterhalt auf Spenden angewiesen. Smith verfügte über eine bemerkenswerte Singstimme und konnte enthusiastisch predigen; beide Begabungen verhalfen ihr zu zahlreichen Einladungen und öffentlichen Auftritten. Sie engagierte sich auch in der Abstinenzbewegung (Woman’s Christian Temperance Union). Wie andere reisende Evangelistinnen nutzte Smith das Vokabular der Heiligungsbewegung, um soziale Befreiung zu fordern. So zieht sich durch Smiths Autobiographie eine ständige Kritik an Sexismus und Rassismus, die ihr in der Gesellschaft, aber auch in ihrer eigenen Kirche begegneten.
1878 bereiste Amanda Smith Großbritannien und erhielt dabei von William B. Osborn (Ocean Grove Camp Meeting) die Einladung, mit ihm als Missionarin nach Indien zu gehen.
1882 schloss sich eine Mission in Westafrika an. In Monrovia wurde sie von Mary Sharpe mit der Missionsarbeit der Methodist Episcopal Church vertraut gemacht. Smith schrieb in ihrer Autobiographie, sie sei im Land ihrer Vorfahren angekommen. Aber im Gegensatz zu Sharpe war Smith nicht offiziell entsandt worden und lebte von unregelmäßigen, meist unzureichenden Zuwendungen ihrer Unterstützer. Hinzu kamen gesundheitliche Probleme, darunter Malariaanfälle. In ihrem ersten Jahr in Liberia reiste Smith umher, war oft krank und konnte wenig ausrichten. Die afroamerikanischen Siedler betätigten sich vielfach als Händler, und Alkohol war eine bevorzugte Ware. Ende 1883 hatte Smith in Monrovia einen Abstinenzverein namens Band of Hope gegründet, der ein Importverbot für Spirituosen anstrebte. Zwischen Amanda Smith und Mary Sharpe entstand ein Konflikt, der öffentlich ausgetragen wurde: Sharpe warf Smith vor, sie interessiere sich nicht für die „echten Afrikaner“, sondern nur für die Kolonisten aus Amerika; die Kolonisten behandelten aber die indigene Bevölkerung schlechter, als sie selbst als Sklaven je behandelt worden seien. In der Tat war Smiths Einstellung zu Liberia und Afrika insgesamt ambivalent.
Als Amanda Smith 1890 in die Vereinigten Staaten zurückkehrte, war sie eine Berühmtheit. Sie trat oft öffentlich auf und schrieb an ihrer Autobiographie.
1893 ließ sie sich in Harvey (Illinois) nieder, mit dem Plan, ein Waisenhaus für afroamerikanische Kinder zu gründen. Nach Jahren des Fundraising eröffnete diese Einrichtung 1899, blieb aber ohne staatliche Förderung immer an der Grenze zur Insolvenz und musste 1918 nach einem Brand schließen.
Ihre letzten Lebensjahre verbrachte Amanda Smith in einer Wohnung, die ihr George E. Sebring in Sebring, Florida, zur Verfügung stellte.